# Gradenboog

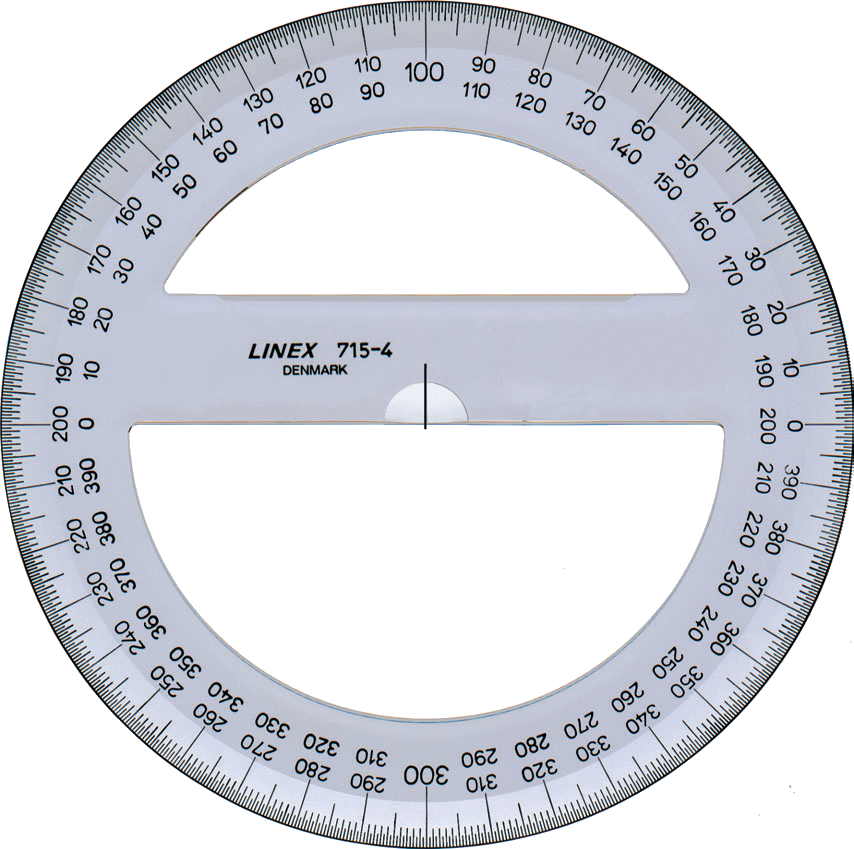
Decimale gradenboog

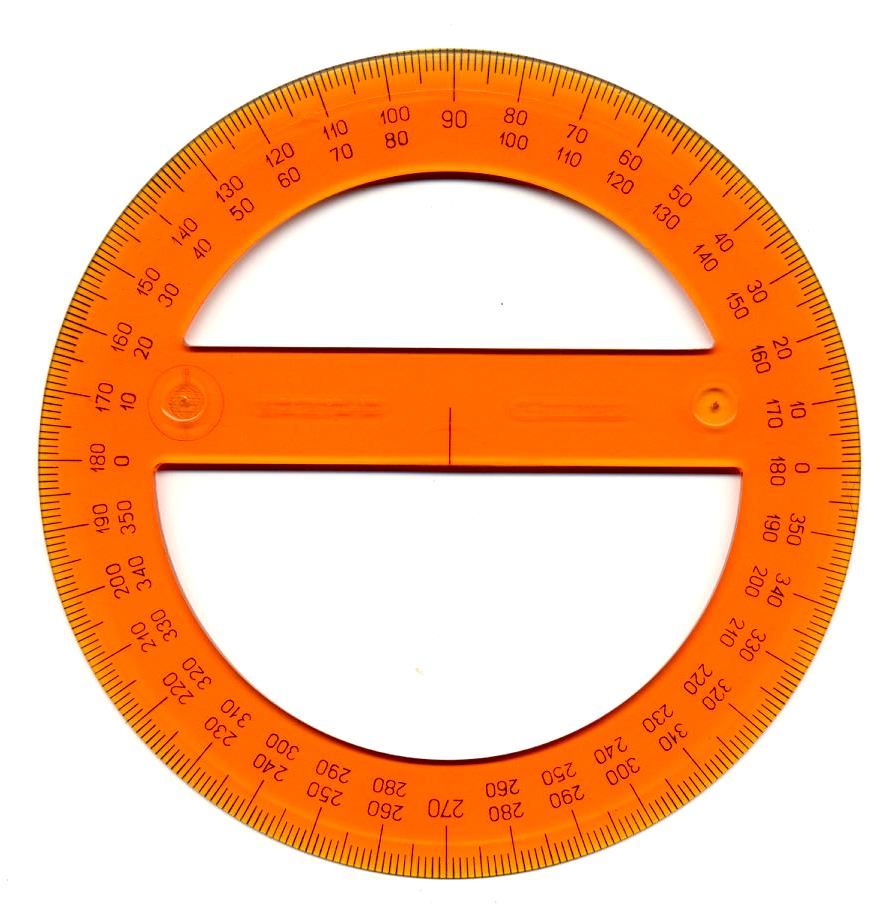
Gradenboog

De gradenboog is een meetinstrument, dat wordt gebruikt in de meetkunde, om verschillende hoeken te meten of te tekenen. Gradenbogen worden veel in het onderwijs toegepast als lesmateriaal, bijvoorbeeld bij wiskunde.
Gradenbogen worden tegenwoordig over het algemeen van doorzichtige of deels doorzichtige kunststof gemaakt, zodat het onderliggende vlak zichtbaar blijft. Gewoonlijk zijn ze van een stevige, taaie kunststof, zodat ze niet makkelijk breken.
De meest voorkomende gradenbogen zijn rond, voor hoeken tot 360° of halfrond met een platte kant, voor hoeken tot 180°.

## Gradenbogen in instrumenten
Veel meetinstrumenten kunnen gradenbogen bevatten, tegenwoordig vaak virtueel. Voorbeelden:
- kompas, voor bepaling van de richting
- kaarthoekmeter, als hulp bij het navigeren
- inclinometer, om hellingshoeken te bepalen
- sextanten, voor positiebepaling op aarde
- hoekmeter, voor uiteenlopende doelen
- geodriehoek, met een halve gradenboog, voor uiteenlopende doelen